# Kanton Lisieux-2
Kanton Lisieux-2 (fr. Canton de Lisieux-2) byl francouzský kanton v departementu Calvados v regionu Dolní Normandie. Skládal se z části města Lisieux a obce Saint-Martin-de-la-Lieue, zrušen byl v roce 2015.